# Nikolaos van Dam
Nikolaos (Koos) van Dam (Amsterdam, 1 april 1945) is een Nederlands historicus en voormalig Nederlands diplomaat. 
Van Dam studeerde politieke wetenschappen aan de universiteit Van Amsterdam en specialiseerde zich in het Midden-Oosten. 
In 1979 schreef hij De strijd om de macht in Syrië, een standaardwerk.
Hij diende als ambassadeur tussen 1988 en 2010 waaronder in Irak, Egypte, Turkije, Duitsland, Indonesië en Azerbeidzjan. In Irak kreeg hij te maken met de Eerste Golfoorlog.
In 2015 werd hij benoemd tot speciaal gezant voor Syrië.

## Publicaties
- De strijd om de macht in Syrië (1979)
- De vrede die niet kwam. Twintig jaar diplomaat in het Midden-Oosten (1998, met Keulen J.)
- The Struggle for Power in Syria. Politics and Society Under Asad and the Ba'th Party (2011)
- Destroying a Nation. The Civil War in Syria (2017)
- Granaten en minaretten. Een diplomaat op zoek naar vrede in de Arabische en islamitische wereld (2020)